# Kissin' Cousins (sang)
"Kissin' Cousins" er en komposition af Fred Wise og Randy Starr og er indsunget af Elvis Presley. "Kissin' Cousins" var titelnummer til Elvis Presley-filmen Kissin' Cousins fra marts 1964. Sangen blev indspillet af Elvis i RCAs Studio B i Nashville den 30. september 1963.
Sangen blev udsendt den 10. februar 1964 som A-side på en singleplade med "It Hurts Me" (Joy Byers, Charlie Daniels) som B-side. Endvidere udkom "Kissin' Cousins" i april 1964, kort tid efter filmens premiere, på en LP-plade med soundtracket fra filmen. Soundtracket hed ligeledes Kissin' Cousins.
"Kissin' Cousins" er endvidere udsendt på CD'en fra 18. juli 1995 Command Performances – The Essential 60's Masters, vol. 2, som er en samling af de bedre af Elvis' filmsange fra hans 31 spillefilm.

## Besætning
Folkene bag sangen var:
- Elvis Presley, sang
- Scotty Moore, guitar
- Grady Martin, guitar
- Jerry Kennedy, guitar
- Harold Bradley, guitar
- Floyd Cramer, klaver
- Bob Moore, bas
- D.J. Fontana, trommer
- Murrey "Buddy" Harman, trommer
- Homer "Boots" Randolph, saxofon
- Bill Justis, saxofon
- Cecil Brower, violin
- The Jordanaires, kor
- Winnifred Brest, kor
- Dolores Edgin, kor
- Millie Kirkham, kor

## To sange
Der findes endnu en sang fra filmen, som ligeledes hedder "Kissin' Cousins". For at skelne de to kaldes denne ofte "Kissin' Cousins Nr. 2", selv om det er denne udgave, som står først på LP'en. Denne anden sang er skrevet af Bill Giant, Bernie Baum og Florence Kaye og er indspillet af Elvis Presley 29.-30. september 1963.